# Ansaldo Nucleare
Ansaldo Nucleare S.p.A. è un'azienda italiana che opera nel settore nucleare, realizzando centrali nucleari di terza generazione raffreddate ad acqua. L'Amministratrice Delegata è Daniela Gentile.
È stata creata nel 1989 dalla fusione tra NIRA e AMN. Nel 1999 diventa una divisione di Ansaldo Energia, e il 1º novembre 2005 viene trasformata in una SpA controllata al 100% da Ansaldo Energia. Ha 170 dipendenti, in maggioranza i tecnici che lavoravano nella Divisione Nucleare di Ansaldo Energia.
Ha sede a Genova.
Con i referendum del 1987 l'Ansaldo Nucleare ha tentato di conservare le sue competenze in campo nucleare lavorando per l'esportazione di centrali all'estero.

## Storia recente
Il 7 maggio 2012 Roberto Adinolfi, l'AD della società, è stato gambizzato a Genova da due attentatori, Alfredo Cospito e Nicola Gai. L'agguato è stato rivendicato, con lettere al Corriere della Sera, dalla Federazione Anarchica Informale.